# Maria Luz Terrada Ferrandis
Maria Luz Terrada Ferrandis (València, 5 de març de 1933) és una destacada investigadora valenciana, historiadora de la ciència i la bibliometria, i introductora a Espanya de la ensenyança universitària de la Documentació mèdica.

## Biografia
Nascuda a la ciutat de València, va estudiar Medicina a la Facultat de Medicina de la Universitat de València (1951-1957), obtenint el títol de doctora amb premi extraordinari el 1973. Des de 1963 es va dedicar a la Documentació Mèdica, especialitat per la qual va començar a interessar-se a causa dels problemes informatius plantejats pels seus treballs histopatològics i l'elevat nivell de la nova especialitat detectat en l'Alemanya dels anys seixanta. Va ampliar la seva formació al Centre de Documentation del CNRS de París (1972). Va ser professora ajudant (1963-1972), professora adjunta (1972-1975), investigadora contractada del CSIC (1975-1976) i professora agregada (1977-1983), ha estat catedràtica numerària de Documentació Mèdica a la Facultat de Medicina de València des de 1983 fins a la seva jubilació el 1998. Des de març de 1991 ha estat acadèmica numerària de la Reial Acadèmia de Medicina de la Comunitat Valenciana.
Terrada Ferrandis va introduir a Espanya l'ensenyament universitari de la Documentació Mèdica com a assignatura de la llicenciatura de Medicina, des de 1963, com cursos monogràfics i programa de Doctorat i com a especialitat des de l'any 1987.
Després de la seva jubilació, va fundar el Centre d'Informació per a la Salut de l'Alt Palància (2000), en col·laboració amb el també destacat historiador de la ciència José María López Piñero (1933-2010), amb el qual ha estat casada.
Ha publicat, sola o en col·laboració amb altres autors, 42 llibres, 15 capítols de llibre, 69 articles de revista i 139 volums de repertoris; i ha dirigit 26 tesis de doctorat i 18 de llicenciatura. Des de 1963, ha pronunciat diverses conferències inaugurals i de clausura, així com ponències a petició dels organitzadors de congressos científics espanyols i internacionals.

## Reconeixements
El 2014 se li va atorgar el Premi Lluís Guarner, per la seva tasca com a rellevant investigadora i introductora a Espanya de l'ensenyament universitari de la Documentació Mèdica, destacant la seva "importància cabdal en la posada en marxa i difusió de la Documentació i Informació Científica a l'estat espanyol gràcies a les seves connexions amb institucions internacionals i els seus treballs pioners en el camp de la bibliometria". Entre les condecoracions i premis rebuts figuren, també, l'Orde Civil d'Alfons X el Savi, la Distinció de la Generalitat Valenciana al Mèrit Cultural, Medalla del Consell Valencià de Cultura i la Filla Predilecta de la Ciutat de València.

## Publicacions
- La información científica en medicina y sus fuentes, conjuntament amb José María López Piñero (1993)
- Lecciones de documentación médica, conjuntament amb Rafael Peris Bonet Arbre (1988)
- Notas de documentación médica (1985)